# Estádio Municipal de Carapicuíba
Estádio Governador Orestes Quércia, mais conhecido por Estádio do Niterói ou simplesmente Niterói, é um estádio desportivo localizado na cidade de Carapicuíba, no estado de São Paulo. O estádio recebe o Campeonato Municipal de Futebol e Futsal de Carapicuíba.